# Larissa Reissner
Larissa Mikhailovna Reissner, en ruso: Лариса Михайловна Рейснер, (Lublin,13 de mayo de 1895–Moscú, 9 de febrero de 1926) fue una escritora y revolucionaria rusa. Es más conocida por su liderazgo en el bando de los bolcheviques en la Guerra Civil Rusa que siguió a la Revolución de Octubre y por sus amistades con varios poetas rusos de principios del siglo XX.

## Biografía
Larissa Reissner nació en Lublin, Congreso de Polonia, hija de Mikhail Andreevich Reisner, un jurista de origen alemán báltico, entonces miembro del personal del Instituto Agrícola Puławy, y de Ekaterina, miembro de la noble familia rusa Khitrovo.
Pasó su primera infancia en Tomsk, donde su padre fue nombrado profesor de Derecho en la Universidad en 1897. Residió en Berlín, Alemania, entre 1903 y 1907, donde la familia se de exilió debido a la actividad política del padre, asistiendo Larisa a una escuela primaria en el distrito de Zehlendorf. En 1906, tras la Revolución Rusa de 1905, se mudaron a San Petersburgo, donde ella aprobó sus exámenes finales escolares con una medalla de oro en 1912. Estudió en la Universidad de San Petersburgo, en la Facultad de Derecho y Filología, así como Psiconeurología en el Instituto de Investigación Bekhterev.
Durante la Primera Guerra Mundial, publicó una revista literaria contra la guerra, Rudin, apoyada financieramente por sus padres, quienes empeñaron su patrimonio para financiarla.

## Aventura con Gumilyov
A los 20 años, Reisner conoció al poeta Nikolai Gumilyov, entonces de 29 años, en la representación de un cabaret llamado 'Comedian's Halt', que se inauguró en octubre de 1915. Se hicieron amantes, utilizando apodos el uno para el otro. Ella le llamó 'Gafiz'; él la llamó 'Lefi'. Fue su primer amante. Su admiración por él le llevó a tratar de imitar su poesía. En el mismo cabaret conoció a la esposa de Gumilyov, la poeta Anna Akhmatova, (o Stray Dog según la "Novela autobiográfica" de Larissa Reissner) y se echó a llorar de gratitud cuando Akhmatova le estrechó la mano. Akhmatova diría más tarde: "¿De qué se trataba todo esto?. .. ¿Cómo podría saber entonces que ella estaba teniendo una aventura con Gumilyov? E incluso si lo hubiera sabido, ¿por qué no le iba a dar mi mano?" Gumilyov le escribió cartas apasionadas mientras estaba en el frente de guerra, y es posible que también le hubiera pedido el matrimonio, pero en 1916 ella se enteró de que simultáneamente estaba teniendo una aventura con otra mujer. Se vieron por última vez en abril de 1917, y en la última postal que le envió a ella, la instó a no involucrarse en política.

## Revolución y la guerra civil
Después de la Revolución de febrero, Larisa comenzó a escribir para el periódico Novaya Zhizn (Nueva vida) de Maxim Gorky. También participó en el programa de reforma ortográfica del Gobierno Provisional, enseñando en clubes de trabajadores y marineros en Petrogrado.
Una semana después de la revolución bolchevique, Reisner ayudó al recién nombrado Comisario del Pueblo Anatoly Lunacharsky a hacer un llamamiento a los artistas y trabajadores culturales de Petrogrado para que se reunieran en una reunión vespertina en el Instituto Smolny, donde los bolcheviques tenían su cuartel general, para mostrar su apoyo al régimen. La participación fue tan pobre que "había suficiente espacio para sentarse en un sofá", pero incluyó a tres figuras importantes de la cultura rusa, los poetas Alexander Blok y Vladimir Mayakovsky y el director de teatro Vsevolod Meyerhold, quienes pasaron horas discutiendo sobre cómo organizar la intelectualidad. Posteriormente, trabajó en el Instituto Smolny con Lunacharsky, catalogando tesoros de arte.
Se convirtió en miembro del Partido Bolchevique en 1918 y se casó con Fyodor Raskolnikov en el verano de ese mismo año. Durante la Guerra Civil, fue soldado y comisaria política del Ejército Rojo. Ejerció como jefa de una sección de inteligencia de la flotilla del río Volga en la batalla de agosto de 1918 por Sviazhsk. Durante 1919, trabajó como comisaria en el Cuartel General del Estado Mayor Naval en Moscú.

## Relaciones con poetas
Reisner mantenía una relación amistosa con Osip Mandelstam, quien la convenció en 1918 para que le ayudase a acercarse a Felix Dzerzhinsky, jefe de la temida Cheka, para suplicar por la vida de un aristocrático historiador del arte —a quien ninguno de ellos conocía— que estaba sentenciado a muerte. Evidentemente, Mandelstam quedó impresionado con ella y la describió como "artillería pesada" tanto por su determinación, como por la elegancia de sus movimientos. "Ella bailaba como una ola en el mar", dijo. En 1921, Reisner invitó a Mandelstam y a su esposa Nadezhda a acompañarla a Afganistán. Querían ir, pero Raskolnikov, a quien no le gustaba Mandelstam, vetó la idea.
En 1920, se vengó de Gumilyov por su infidelidad, haciendo arreglos para que se cancelaran las raciones que estaba recibiendo de la Flota Báltica. Envió una bolsa de arroz a Anna Akhmatova, que estaba al borde de la inanición, y se encontró con ella para quejarse amargamente de cómo la había tratado Gumilyov. Después de la reunión, en el apartamento de Reisner con vistas al Neva, llevó a Akhmatova a casa en su taxi tirado por caballos y le dijo: "Daría todo, absolutamente todo por ser Anna Akhmatova". Probablemente quiso decir que deseaba tener el don poético de Akhmatova, pero ésta no se sintió halagada. Ella le dijo a Lydia Chukovskaya: "Palabras estúpidas, ¿no? ¿Qué significa eso, todo? ¿Tres ventanas en el Neva?" Mientras estaba en Kabul, Reisner se enteró de que Blok había muerto y escribió una carta apasionada a Akhmatova, diciendo: "Ahora, cuando él ya no existe, tu igual, tu único hermano espiritual... El poeta más tierno. ¿Sigues escribiendo poemas?... no te quedes callado, no te mueras en vida.”
Poco después, se enteró de que Gumilyov había sido ejecutado y lamentó no haber estado presente para intervenir y salvarle la vida. Su madre, que estaba en Rusia, también lamentó amargamente no darse cuenta del peligro que corría Gumilyov cuando se enteró de que había sido arrestado. Nadezhda Mandelstam creía que Reisner podría haber salvado a Gumilyov, y dijo:  "...lo único que Larisa no pudo superar fue su amor por la poesía... Larisa no solo amaba la poesía, sino que también creía en secreto en su importancia, y para ella la única mancha en el historial de la Revolución fue el fusilamiento de Gumilyov... De alguna manera creo que si ella hubiera estado en Moscú cuando arrestaron a Gumilyov, lo habría sacado de la cárcel, y si ella hubiera estado viva y todavía a favor del régimen durante el tiempo en que M. (Osip Mandelstam) estaba siendo destruido, ella habría movido cielo y tierra para tratar de salvarlo".

## Asuntos Internacionales
En 1921, estando casada con Raskolnikov, ella y su marido viajaron a Afganistán como representantes de la República Soviética, realizando negociaciones diplomáticas.
En octubre de 1923 viajó ilegalmente a Alemania para presenciar la revolución allí de primera mano y escribir sobre ella, publicando colecciones de artículos titulados Berlín, octubre de 1923 y Hamburgo en las barricadas.
Durante su estancia en Alemania se había convertido en la amante de Karl Radek. En 1924, a su regreso a Rusia, ella y Raskolnikov se divorciaron. El fracaso de la revolución alemana provocó furiosas discusiones en la URSS sobre de quién era la culpa. Aino Kuusinen, esposa de Otto Kuusinen, secretario del Komintern, describió una de esas disputas que estalló cuando los visitantes se reunieron en el apartamento de su esposo:

There was another knock: this time it was Karl Radek, whom I knew, accompanied by a very good-looking woman. He introduced her; the name meant nothing to me. A third knock Bela Kun appeared... A furious argument began between him and Ernst Thälmann, each accusing the other...I sat on the sofa with Radek's friend, while the two men remained standing and continued to argue fiercely. I was amazed that they did so in the presence of an outsider, for the young woman did not belong to the Comintern and I had no notion why she was there. Radek was calm at first, but suddenly he joined in the quarrel and all three men shouted at once...Suddenly, to my astonishment, the woman jumped up and stood between Radek and Thalmann, shaking her fist at the latter and calling him a brainless prize-fighter and other uncomplimentary things....Suddenly the woman flew at Thalmann, tugging at his coat and hammering with her fists...To Otto, when they left our apartment, I said: 'Isn't it disgraceful of the men to go on like that in front of an outsider. He replied: 'She'snot an outsider - she's Radek's friend, Larissa Reissner.

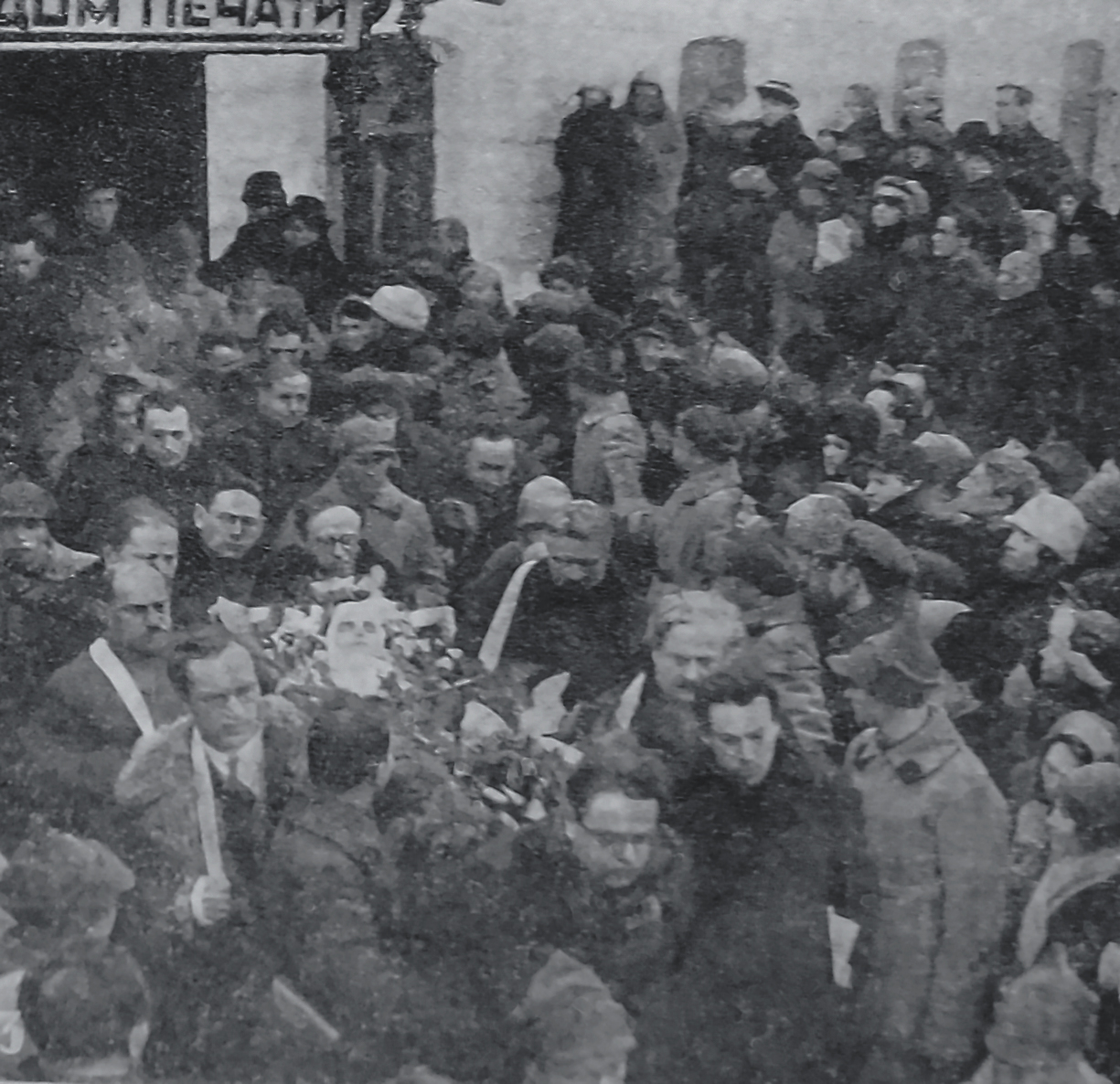
Funeral of Larissa Reissner 1926

También se ha sugerido que fue brevemente la amante de Liu Shaoqi, quien se convirtió en el tercer líder más poderoso de la China comunista. Esta historia parece haberse originado a partir de una biografía de Liu, escrita por un comunista alemán llamado Hans Heinrich Wetzel, un libro que un crítico comparó mordazmente con la novela de Ian Fleming Desde Rusia con amor. Reisner estuvo en Kabul durante todo el tiempo que Liu estuvo en Moscú, donde se supone que se llevó a cabo el "asunto".

## Etapa final
Entre 1924 y 1925 trabajó como corresponsal especial de Izvestiya, primero en los Urales del Norte, donde adoptó a un niño llamado Alyosha Makarov. Sus escritos posteriores provinieron de Hamburgo, mientras visitaba una clínica de malaria cerca de Wiesbaden. También escribió artículos sobre un escándalo de corrupción en Bielorrusia. Durante este tiempo, también trabajó en la Comisión para la Mejora de Productos Industriales de León Trotski.
Larissa Reissner murió el 9 de febrero de 1926 a los 30 años, en el Hospital del Kremlin, Moscú, a consecuencia de fiebre tifoidea.

## Homenajes
En su autobiografía Mi vida, el líder bolchevique y fundador del Ejército Rojo, León Trotski, le rindió homenaje:

"Larissa Reisner [...] was herself prominent in the Fifth army, as well as in the revolution as a whole. This fine young woman flashed across the revolutionary sky like a burning meteor, blinding many. With her appearance of an Olympian goddess, she combined a subtle and ironical mind with the courage of a warrior. After the capture of Kazan by the Whites, she went into the enemy camp to reconnoitre, disguised as a peasant woman. But her appearance was too extraordinary, and she was arrested. While she was being cross-examined by a Japanese intelligence officer, she took advantage of an interval to slip through the carelessly guarded door and disappear. After that, she engaged in intelligence work. Later, she sailed on war-boats and took part in battles. Her sketches about the civil war are literature. With equal gusto, she would write about the Ural industries and the rising of the workers in the Ruhr. She was anxious to know and to see all, and to take part in everything. In a few brief years, she became a writer of the first rank. But after coming unscathed through fire and water, this Pallas of the revolution suddenly burned up with typhus in the peaceful surroundings of Moscow."

Casi todos los escritores de memorias que conocieron a Reisner, aparte de Trotski, se sintieron impulsados a comentar sobre su belleza. Anna Akhmatova la describió como "una mujer joven y hermosa" y luego comentó: "Nadie hubiera imaginado que sobreviviría a Larisa… Ella deseaba tanto vivir; ella era alegre, sana, hermosa". Nadezhda Mandelstam la recordó como "hermosa en un estilo germánico pesado y sorprendente". El crítico Viktor Shklovsky la describió de diversas formas como "la joven encantadora" y "hermosa" Alexander Barmine la describió como "una joven esbelta con rizos castaños y la belleza de una Minerva sin su casco". Alexander Voronsky escribió que "su noble rostro era a la vez fuerte y femenino, recordando a una de las legendarias amazonas, y estaba enmarcado por castaños... este hermoso y verdaderamente raro ejemplo de la especie humana".